# Joukovka (oblast de Briansk)
Cet article concerne la ville de l'oblast de Briansk. Pour les autres significations, voir Joukovka.
Joukovka (en russe : Жуковка) est une ville de l'oblast de Briansk, en Russie, et le centre administratif du raïon de Joukovka. Sa population s'élevait à 16 448 habitants en 2020.

## Géographie
Joukovka est située sur la rive gauche de la rivière Desna, dans le bassin du Dniepr, à 52 km au nord-ouest de Briansk et à 352 km au sud-ouest de Moscou.

## Histoire
L'origine de la ville remonte à la fondation de la gare de chemin de fer de Joukovka, en 1868, sur la ligne Orel – Riga. Au cours des années qui suivirent, une agglomération se développa autour de la gare. Elle avait 2 000 habitants en 1914. Joukovka accéda a statut de commune urbaine le 30 octobre 1931. Pendant la Seconde Guerre mondiale, elle fut occupée par l'Allemagne nazie du 24 août 1941 au mois de septembre 1943. Elle a le statut de ville depuis 1962.

## Population
Recensements ou estimations de la population
| 1897* | 1914  | 1920  | 1926* | 1939*  | 1959*  | 1970*  |
| ----- | ----- | ----- | ----- | ------ | ------ | ------ |
| 657   | 2 000 | 2 100 | 2 652 | 10 099 | 11 080 | 16 173 |

| 1979*  | 1989*  | 2002*  | 2010*  | 2013   | 2014   | 2015   |
| ------ | ------ | ------ | ------ | ------ | ------ | ------ |
| 17 597 | 19 706 | 19 731 | 18 243 | 17 629 | 17 376 | 17 147 |

| 2016   | 2017   | 2018   | 2019   | 2020   | - | - |
| ------ | ------ | ------ | ------ | ------ | - | - |
| 17 037 | 16 953 | 16 878 | 16 671 | 16 448 | - | - |

## Patrimoine
- Manoir d'Ovstoug, domaine natal de Fiodor Tiouttchev

## Économie
La région de Joukovka cultive des céréales, des pommes de terre et des légumes, élève des bœufs, des cochons, de la volaille.
L'Usine de bicyclettes de Joukovka (en russe : Жуковский велосипедный завод, Joukovski velossipedny zavod) fabrique des bicyclettes de marque « Desna ». L'Usine expérimentale de Joukovski ou JOZ (Жуковский опытный завод, Joukovski opytni zavod, ЖОЗ) fabrique de l'équipement industriel. Joukovka compte également une fabrique de meubles.